# 슈뢰딩거 묘사
슈뢰딩거 묘사(Schrödinger picture)란 연산자는 시간과 무관하지만 상태 벡터를 시간의존적으로 놓는 양자역학의 수식화이다. 상태 벡터를 시간과 무관하게 놓고 연산자를 시간의존적으로 다루는 하이젠베르크 묘사와 대조적인 수식화이다.

## 시간 변화시킬 방법의 선택
시간 t0에서의 어떤 상태 |ψ〉를 생각해 보자. 물리량 A의 시간 t 에서의 기댓값 〈A〉t은 다음과 같이 주어진다.
{\displaystyle {\begin{aligned}\langle A\rangle _{t}&=\langle \psi (t)|A|\psi (t)\rangle \\&=\langle \psi |U^{\dagger }AU|\psi \rangle \end{aligned}}}
여기서 U는 시간 변화 연산자이다. 이를 표현하기 위해 시간 변화에 대해 연산자와 상태 벡터가 어떻게 변화할지 다음과 같은 두 방법을 선택할 수 있다.
1. 상태 벡터가 변함, 연산자는 시간무관하다.
{\displaystyle |\psi \rangle \mapsto U|\psi \rangle ,\quad \;A\mapsto A}
2. 상태 벡터는 시간 무관, 연산자가 변한다.
{\displaystyle |\psi \rangle \mapsto |\psi \rangle ,\quad \quad A\mapsto U^{\dagger }AU}

전자를 선택하는 경우 슈뢰딩거 묘사, 후자를 선택하는 경우 하이젠베르크 묘사가 된다.

## 슈뢰딩거 묘사
슈뢰딩거 묘사에서는 연산자 A는 시간 t에 무관하지만 상태 벡터 |ψ〉는 시간에 따라 변하며 아래의 슈뢰딩거 방정식을 만족한다.
{\displaystyle i\hbar {\frac {\partial {}|\psi \rangle }{\partial {}t}}={\hat {H}}|\psi \rangle }
해밀토니안 연산자 {\displaystyle {\hat {H}}}는 고전적 해밀토니안에 해당하는 연산자로, 후자를 양자화하여 얻는다. {\displaystyle |\psi \rangle }는 폴 디랙의 브라-켓 표기를 사용해 나타낸, 슈뢰딩거 묘사에서의 힐베르트 공간의 상태 벡터이다. 이를 파동 함수 {\displaystyle \psi }로 나타낼 수 있다.

## 같이 보기
- 하이젠베르크 묘사
- 상호작용 묘사
- 브라-켓 표기법